# Glossoloma herthae
Glossoloma herthae là một thực vật loài thuộc họ Gesneriaceae. Nghiên cứu gần đây dời nó ra khỏi chi Alloplectus.
Đây là loài đặc hữu của Ecuador. Môi trường sống tự nhiên của chúng là rừng núi ẩm nhiệt đới hoặc cận nhiệt đới.